# Capital News
Capital News è una serie televisiva statunitense in 13 episodi del 1990.
Dei 13 episodi solo 4 furono mandati in onda originariamente sulla rete televisiva americana ABC prima della cancellazione. La serie è composta da un film per la TV (il pilota) e dodici episodi regolari. Interpretata da Lloyd Bridges, Capital News è stata creata da David Milch e Christian Williams. Alcuni giornalisti del quotidiano Washington Post prestarono la loro consulenza agli sceneggiatori.

## Trama
La serie è incentrata sulla redazione del quotidiano di Washington Capital News.

## Personaggi
- Jonathan 'Jo Jo' Turner, interpretato da Lloyd Bridges, l'editore del giornale.
- Clay Gibson, interpretato da Michael Woods, caporedattore della cronaca.
- Edison King, interpretato da Mark Blum, il direttore.
- Redmond Dunn, interpretato da William Russ, reporter.
- Anne McKenna, interpretata da Helen Slater, reporter al suo primo impiego.
- Haskell Epstein, interpretato da Daniel Roebuck.
- Doreen Duncan, interpretata da Jenny Wright, reporter assegnata alla cronaca cittadina.
- Miles Plato, interpretato da Kurt Fuller, reporter addetto al gossip.
- Mary Ward, interpretata da Kathryn Harrold.
- Joey Donello, interpretato da Scott Jaeck.
- Brooke Bros, interpretata da Catherine Parks.
- Alex Streeter, interpretato da Lee Richardson.
- Andrea, interpretata da Lisa Barnes.
- Cassy Swan, interpretata da Chelsea Field, caporedattrice delle notizie nazionali.

## Episodi
| Stagione       | Episodi | Prima TV originale |
| -------------- | ------- | ------------------ |
| Prima stagione | 12      | 1990               |